# Jugovzhodna Azija
Jugovzhodna Azija je podregija Azije, ki leži na stičišču tektonskih plošč, kar se kaže v potresoslovski in ognjeniški aktivnosti. 
Pod jugovzhodno Azijo se po navadi prišteva naslednje države:
1. Brunej
2. Filipini
3. Indonezija
4. Kambodža
5. Laos
6. Malezija
7. Mjanmar
8. Singapur
9. Tajska
10. Vietnam
11. Vzhodni Timor

Vse razen Vzhodnega Timorja so združene v Zvezo držav Jugovzhodne Azije. V JV Aziji je veliko otokov in otočij.
Reke služijo ribištvu, prometu in namakanju kmetijskih zemljišč, a zaradi monsunov poplavljajo.

## Gozd
Jugovzhodna Azija je prepredena z gozdovi. Vzroki za to so:
- monsuni
- količina padavin
- visoka temperatura

## Gospodarstvo
Ljudje se večinoma ukvarjajo s plantažnim poljedelstvom, kjer pridelujejo čaj, kakav, kavo, koruzo, sladkorni trst in kokosove orehe.
Tajska in Malezija sta v zadnjih dveh letih doživeli hiter razvoj industrije, posledično so se začela graditi velika moderna mesta z revnimi predmestji.